# Púlpito exterior de la catedral de Prato

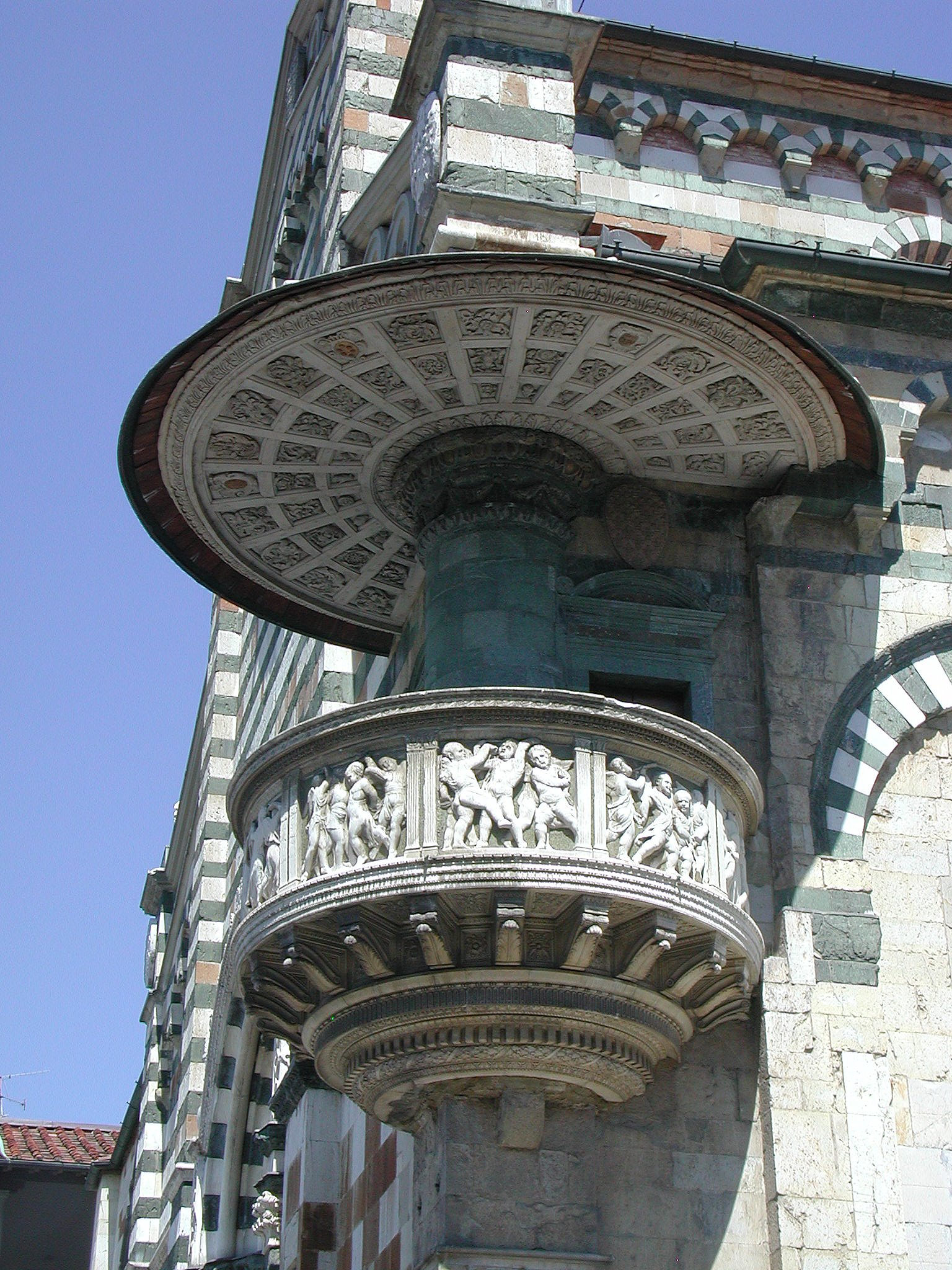
El púlpito externo de la catedral de Prato.

El púlpito exterior de la Catedral de Prato es una obra de Donatello y Michelozzo, datado de 1428 al 1438. Compuesto de mármol, bronce y mosaico, se encuentra en la parte sureste de la catedral de Prato (los relieves originales se encuentran en el [Museo dell'Opera del Duomo (Prato)]). El púlpito tiene una medida de 210 cm de altura hasta el tejado. 
Desde el púlpito se hace la exposición pública de la importante reliquia del Cíngulo de Nuestra Señora, que se muestra en Navidad, Pascua, 1 de mayo, 15 de agosto y, en el día más solemne, el 8 de septiembre, fiesta de la Natividad de María.

## Historia

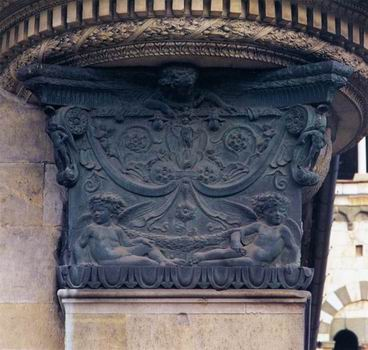
Capitel en bronce de la base del púlpito, diseñado por Donatello.

A la conclusión de las reformas iniciadas en 1385, de la iglesia —ahora catedral— de Santo Stefano, en Prato, con la construcción de una nueva fachada y la capilla del Sagrado Cíngulo, en julio del año 1428, fue encargado un púlpito exterior, a Donatello y Michelozzo para sustituir el anterior del trecento, del que se encuentran algunos restos de La Asunción y otros relieves en el Museo dell’Opera del Duomo. 
Los dos artistas, presentaron un modelo en 1428 (el diseño arquitectónico en general, era de Michelozzo y los relieves y adornos, principalmente de Donatello), el trabajo se inició lentamente, debido a los numerosos compromisos de los dos artistas y, en 1433 —cuando se terminó la estructura arquitectónica del púlpito— fue necesario el apoyo de Cosme de Médici para hacer volver a los artistas que se encontraban desde hacía unos dos años en Roma. A su regreso fue fundido en bronce la base del púlpito, diseñado por Donatello, pero realizado por Michelozzo y Maso di Bartolomeo.
Maso di Bartolomeo siguió con el siguiente paso de montaje del púlpito y del acabado del baldaquino en forma de una corona, mientras en el año 1434, se realizó un nuevo contrato a Donatello hasta el año 1438, cuando tuvo lugar la inauguración final de la estructura. Donatello esculpió los relieves del parapeto al mismo tiempo que estaba haciendo la cantoría para la Catedral de Florencia, con una propuesta muy similar de putti alados danzando. El trabajo se completó en el verano de 1438 y en septiembre de ese año se hizo el último pago a Donatello.

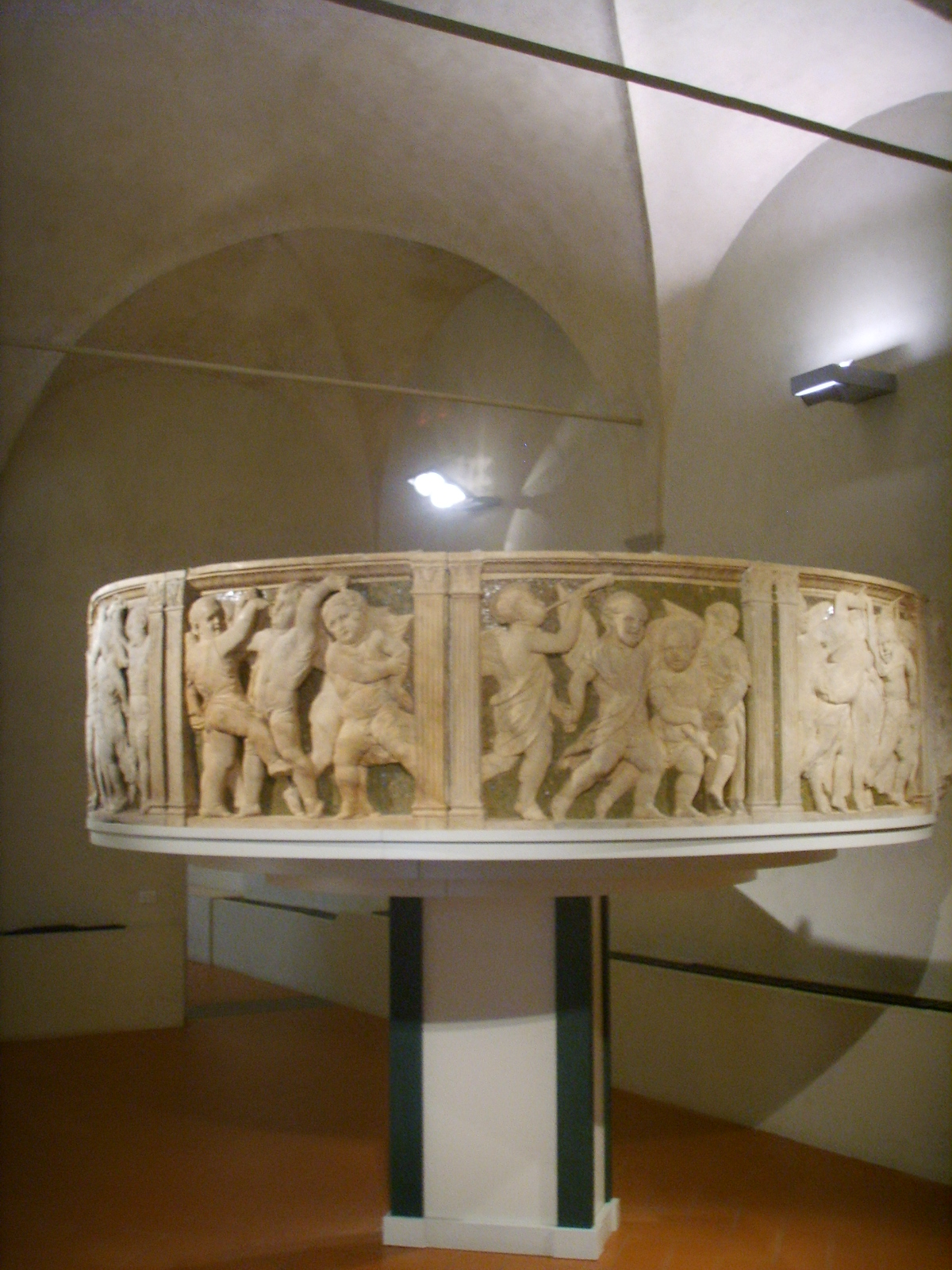
Vista del parapeto restaurado en el Museo dell'Opera del Duomo (Prato).

Después de más de 500 años de exposición a la intemperie, el mármol del púlpito mostraba un grave deterioro, con cambios casi irreversibles, por lo que, a pesar de la controversia, en 1970, fueron restituidos los relieves por una copia y colocadas las esculturas originales en el contiguo Museo dell'Opera del Duomo, en espera de su restauración. Después de varios intentos, en torno a 1995, el Opificio delle Pietre Dure de Florencia comenzó a desarrollar una metodología innovadora, pero también segura y controlable: la limpieza con láser de infrarrojos que eliminaron residuos orgánicos, haciendo resurgir una llamativa pátina rosada, quizá el resultado de los antiguos tratamientos de protección, y se consiguió su recuperación y su legibilidad y unidad. Una vez concluida su restauración en 1999 se realizó por parte del Museo dell'Opera, una renovación para su exposición en una sala bien preparada y climatizada.

## Descripción

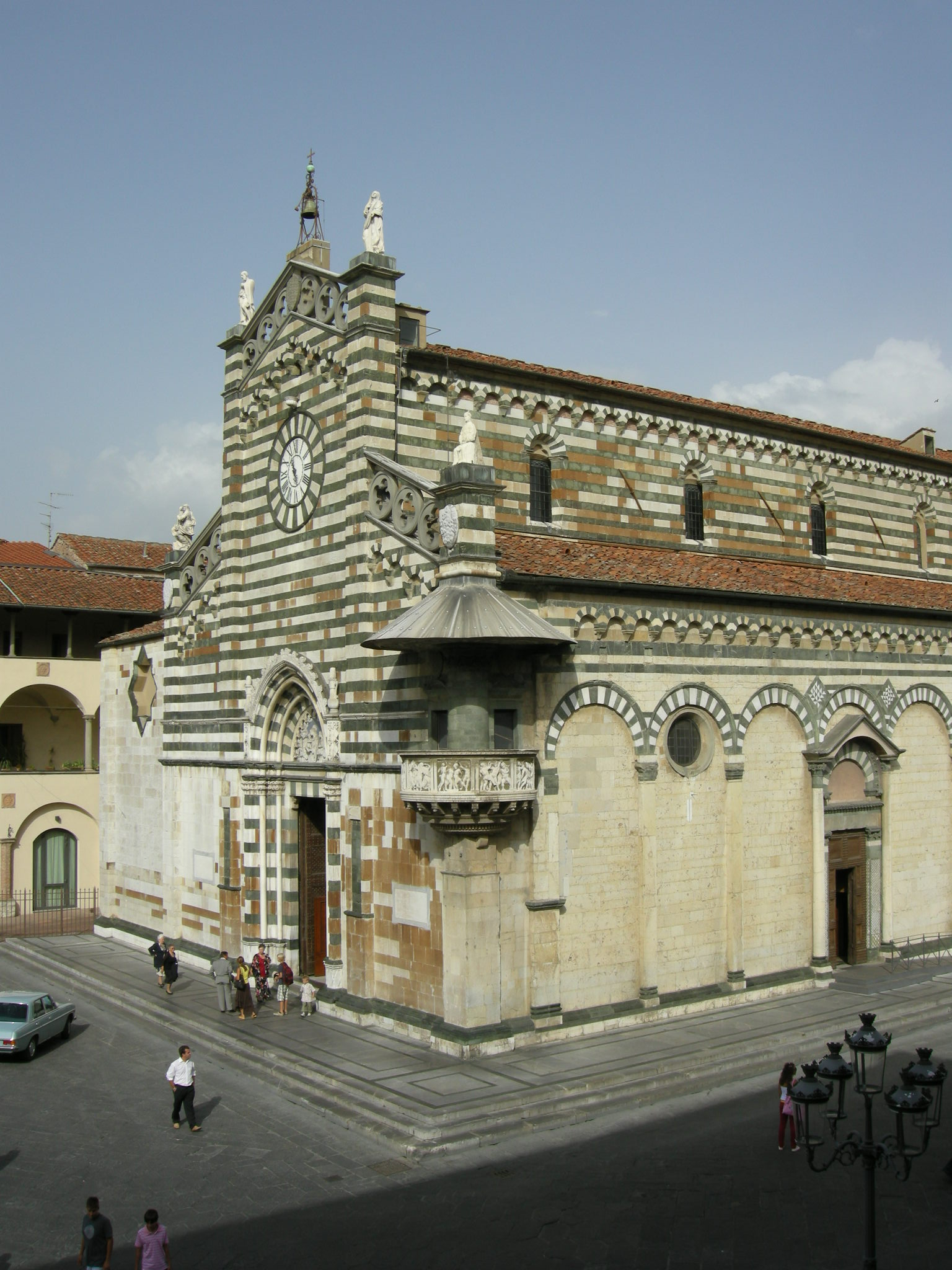
Vista de la catedral, donde se aprecia la colocación del púlpito.

El púlpito, diseñado exclusivamente para la exposición del Sagrado Cíngulo, se colocó en el ángulo, para proporcionar el vínculo entre el lado románico y la fachada gótica tardía de la iglesia, y entre las dos plazas, donde los peregrinos se reunían. El borde de la iglesia constituye el basamento del púlpito, que descansa sobre un capitel de bronce, muy rico en adornos decorativos, que recuerda a elementos clásicos, y se concluyó con un original ángel, en el centro, que sostiene las primeras cornisas de mármol, en bandas concéntricas progresivamente protuberantes y ricamente ornamentadas. Tiene quince ménsulas con volutas que sujetan la planta, acentuando con su posición radial, el efecto de rotación centrífugo.
El parapeto es de mármol blanco y sugiere la forma de un templo circular apoyado en pilares que lo separa en siete grupos (73,5 x79 cm cada uno); entre cada una de estas separaciones se encuentran escenas de un grupo de putti alados en danza (inspirado en el putti de tumbas romanas), cuya alegría por la exposición del Cíngulo se manifiesta en la libertad del fuerte ritmo, pictóricamente representados a través del "stiacciato", que permite vistas para sugerir perspectivas complejas, y para que brille la parte del fondo realizado con mosaico, cuyos reflejos de luz acentúa el efecto de movimiento. La elección del tema de la danza putti era inusual. Algunos autores le dan una relación con los Salmos 148-150, donde se invita a loar a Dios con cantos y bailes de niños; otros lo vinculan a los cantantes y ángeles danzantes del fin del siglo XIII, que se asociaban a los temas de la Asunción de la Virgen o de su Coronación.
El púlpito una vez concluido fue celebrado por la elegancia de su baldaquino o sombrilla, con un techo de madera de cuadratura radial, originalmente pintado de rojo, azul y oro.

## Estilo
Las conclusiones del estudio del púlpito, una vez más, demuestran la capacidad de Donatello a revivir el arte antiguo con un nuevo espíritu.
Fácilmente se aprecia que se debe enteramente a Donatello el diseño de los relieves del parapeto, aunque la total elaboración pudo ser con alguna ayuda de otros artistas de su taller. El maestro florentino, tomó alguna parte de la solución utilizada en la Cantoría, ahora en el Museo dell'Opera del Duomo (Florencia), que recrea una danza festiva de putti, pero en este caso utilizó un relieve más sutil y más áulico.

### Relieves
| Núm. | Imagen | Notas |
| ---- | ------ | --- |
| 1    |        | El primer relieve de la izquierda se caracteriza por los ritmos y citas tradicionales con un refinado encanto, menos tensa y dinámica que el relieve central. |
| 2    |        | Similar al precedente pero un poco más dinámico gracias al uso de las líneas en diagonal. |
| 3    |        | Con una forma muy armoniosa, dentro de un bello espacio, gracias al avance del angelote de la derecha, que tiene un pie en el primer plano y el cuerpo en el fondo. |
| 4    |        | El relieve central es particularmente bello, aunque es uno de los más dañados; se muestran los contornos vibrantes, con la luz y la composición equilibrada, el grupo es compacto en el centro y las manos de los angelotes rompen el marco como para invadir la cornisa de las hojas. |
| 5    |        | Tiene dos querubines ocultos del primer plano, el relieve tiene menos énfasis y los putti están compuestos en una posición más abierta y airosa. En este caso el uso de líneas diagonales da movimiento a la escena.                                                                   |
| 6    |        | Consta de sólo cuatro putti en lugar de lo habitual de cinco, contiene algunos errores importantes, como la cara del angelote central, que parece demasiado aplastado. |
| 7    |        | Probablemente fue el primero en ser ejecutado y es tal vez el más complejo en el diseño, por atreverse a la perspectiva en escorzo, que según opiniones, no siempre está conseguida correctamente; hay un frenético aleteo de vestiduras.                                              |